# Grand Ole Party
Grand Ole Party era una banda de tres miembros formada en Santa Cruz, California, formada por la cantante y baterista Kristin Gundred, el guitarrista John Paul Labno y el bajista Michael Krechnyak. Comenzaron a grabar su álbum debut poco después de mudarse a San Diego, California a mediados de 2006, trasladándose desde el área de San Francisco. Los tres se conocieron mientras asistían a la Universidad de California, Santa Cruz.
Su álbum debut, Humanimals, lo produjo Blake Sennett de Rilo Kiley y lo lanzó DH Records en enero de 2007. La banda abrió para Rilo Kiley en su gira de septiembre a noviembre de 2007 y para Rogue Wave en la primavera de 2008, además de para Yeah Yeah Yeahsen la primavera de 2009.
Se votaron como "Mejor banda alternativa" en los San Diego Music Awards de 2007.En la edición de enero de 2008 de Revista San Diego se eligieron como una de las "50 personas a seguir en 2008".
En 2009, se rumoreaba que Grand Ole Party se había disuelto,lo que hicieron.[cita requerida]. Kristin Gundred ahora actúa como "Dee Dee" en la banda Dum Dum Girls firmada por Sub Pop. John Paul Labno ha formado nuevas bandas The Hot Moon y Mohammed Qiang.
Un póster de la banda aparece en la pared en una escena de la película de 2009 La vida en tiempos de guerra.
En agosto de 2011, se anunció que DH Records lanzaría un álbum titulado Under Our Skin el 30 de agosto. El álbum de 12 canciones se grabó en 2009 antes de que la banda se separara y lo produjo Ben H. Allen.